# Фрейзер (Колорадо)
Фрейзер (англ. Fraser) — місто (англ. town) в США, в окрузі Гранд штату Колорадо. Населення — 1400 осіб (2020).

## Географія
Фрейзер розташований за координатами 39°55′44″ пн. ш. 105°48′8″ зх. д. / 39.92889° пн. ш. 105.80222° зх. д. (39.928952, -105.802228).  За даними Бюро перепису населення США в 2010 році місто мало площу 9,18 км², з яких 9,17 км² — суходіл та 0,01 км² — водойми.

## Демографія
Згідно з переписом 2010 року, у місті мешкали 1224 особи в 540 домогосподарствах у складі 256 родин. Густота населення становила 133 особи/км².  Було 1096 помешкань (119/км²).
Расовий склад населення:
| - 89,5 % — білих - 0,9 % — азіатів - 0,4 % — чорних або афроамериканців - 0,3 % — корінних американців - 7,4 % — осіб інших рас |

До двох чи більше рас належало 1,5 %. Частка іспаномовних становила 13,6 % від усіх жителів.
За віковим діапазоном населення розподілялося таким чином: 19,6 % — особи молодші 18 років, 76,6 % — особи у віці 18—64 років, 3,8 % — особи у віці 65 років та старші. Медіана віку мешканця становила 32,1 року. На 100 осіб жіночої статі у місті припадало 130,1 чоловіків;  на 100 жінок у віці від 18 років та старших — 135,4 чоловіків також старших 18 років.
Середній дохід на одне домашнє господарство  становив 58 446 доларів США (медіана — 45 938), а середній дохід на одну сім'ю — 60 781 долар (медіана — 47 841). Медіана доходів становила 36 979 доларів для чоловіків та 26 875 доларів для жінок. За межею бідності перебувало 11,4 % осіб, у тому числі 24,2 % дітей у віці до 18 років та 0,0 % осіб у віці 65 років та старших.
Цивільне працевлаштоване населення становило 727 осіб. Основні галузі зайнятості: мистецтво, розваги та відпочинок — 49,1 %, будівництво — 15,7 %, фінанси, страхування та нерухомість — 8,5 %, сільське господарство, лісництво, риболовля — 7,4 %.